# Gródek (Sokołów)
Pour les articles homonymes, voir Gródek.
Gródek  [ˈɡrudɛk] est un village polonais de la gmina de Jabłonna Lacka dans le powiat de Sokołów et dans la voïvodie de Mazovie, au centre-est de la Pologne.
Il est situé à environ 5 kilomètres à l'est de Jabłonna Lacka, 21 kilomètres au nord-est de Sokołów Podlaski et à 108 kilomètres à l'est de Varsovie.